# Kantemîrivka, Ciutove
Kantemîrivka (în ucraineană Кантемирівка) este un sat în așezarea urbană Ciutove din regiunea Poltava, Ucraina.

## Demografie
Componența lingvistică a localității Kantemîrivka
     Ucraineană (98,87%)
     Alte limbi (1,12%)
Conform recensământului din 2001, majoritatea populației localității Kantemîrivka era vorbitoare de ucraineană (98,87%), existând în minoritate și vorbitori de alte limbi.